# Przystawańce
Przystawańce (dodatkowa nazwa w j. litewskim Pristavonys) – wieś w Polsce położona w województwie podlaskim, w powiecie sejneńskim, w gminie Puńsk.
W latach 1975–1998 miejscowość administracyjnie należała do województwa suwalskiego.

## Zabytki
Do rejestru zabytków Narodowego Instytutu Dziedzictwa wpisane są następujące obiekty:
- piwnica w zagrodzie nr 14 (d. 15), 1930 (nr rej.: 191 z 31.07.1981)